# PTT (Niederlande)
|  | Dieser Artikel wurde aufgrund wesentlicher Mängel auf der Wartungs- und Qualitätssicherungsseite des Portal:Unternehmen eingetragen. Artikel, die nicht signifikant verbessert werden können, werden gegebenenfalls gelöscht. Bitte hilf mit, die inhaltlichen Mängel dieses Artikels zu beseitigen, und beteilige dich an der Diskussion. |

PTT (Niederländisch Posterijen, Telegrafie en Telefonie) war das öffentliche Post- und Telekommunikationsunternehmen der Niederlande.

## Geschichte

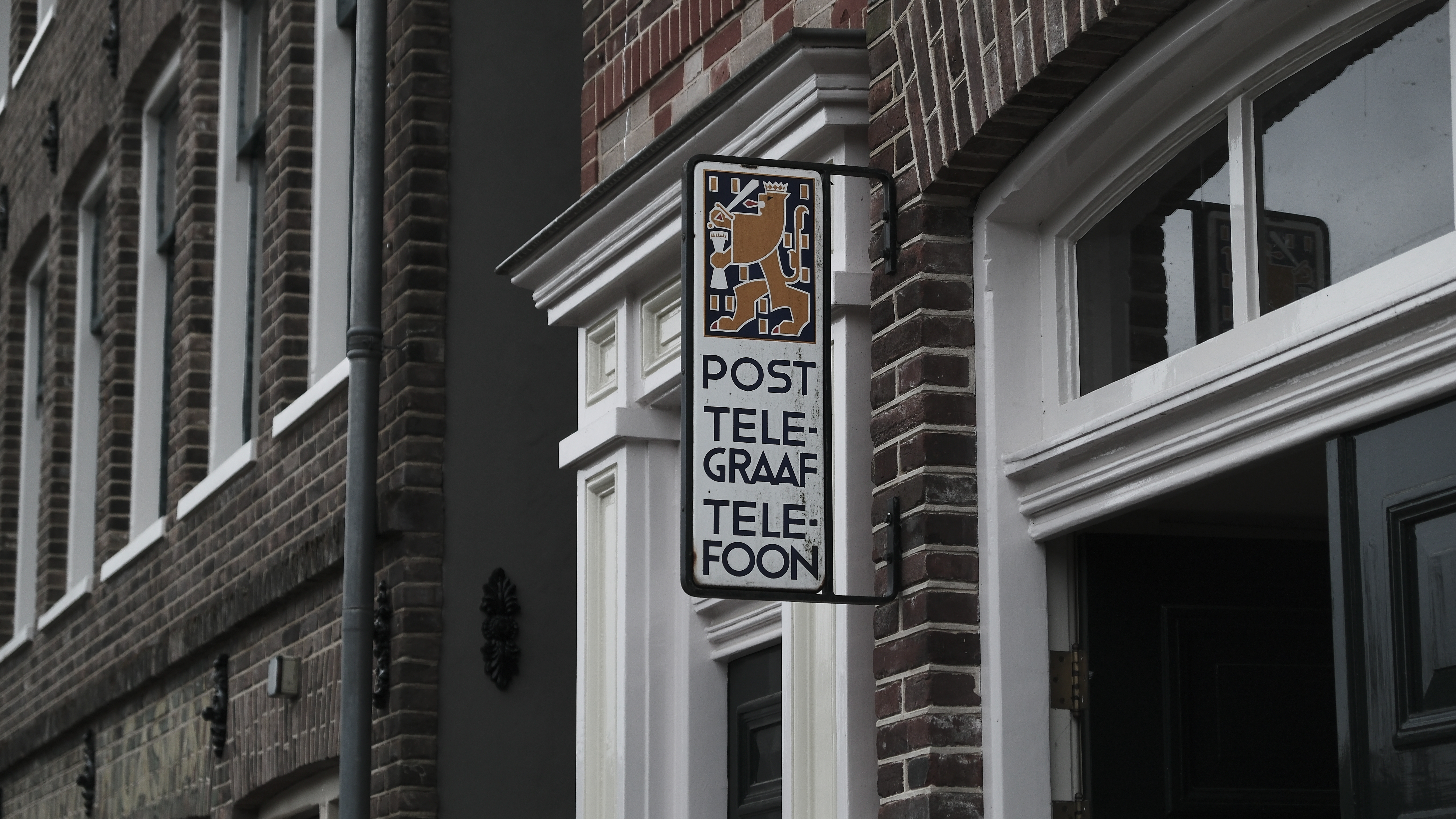
PTT-kantoor aus Amsterdam, im Freilichtmuseum Arnheim

Das staatliche Post- und Telegraphenamt (Staatsbedrijf der Posterijen en Telegrafie) wurde 1928 in Staatsbedrijf der Posterijen, Telegrafie en Telefonie, kurz PTT  umbenannt. Im Jahr 1989 wurde es privatisiert und 1998 aufgespalten in den Postbereich PTT Post (heute PostNL) und den Telekommunikationsbereich KPN.
| Bereich        | 1881                     | 1915                     | 1918                      | 1928                      | 1977         | 1986     | 1989        | 1998     | 2002     | 2006     | 2009   | 2011   | 2016 | heute |
| -------------- | ------------------------ | ------------------------ | ------------------------- | ------------------------- | ------------ | -------- | ----------- | -------- | -------- | -------- | ------ | ------ | ---- | ----- |
| Telefonie      |                          | APT                      | APT                       | PTT                       | PTT          | PTT      | PTT Telecom | KPN      | KPN      | KPN      | KPN    | KPN    | KPN  | KPN   |
| Kurierdienst   | PTT Post                 | PTT Post                 | APT                       | PTT                       | PTT          | PTT      | TPG Post    | TNT Post | TNT Post |          |        |        |      |       |
| Postsendungen  | PTT Post                 | PTT Post                 | APT                       | PTT                       | PTT          | PTT      | TPG Post    | TNT Post | TNT Post | PostNL   | PostNL | PostNL |      |       |
| Sparkasse      | Rijkspostspaarbank (RPS) | Rijkspostspaarbank (RPS) | Rijkspostspaarbank (RPS)  | Rijkspostspaarbank (RPS)  | Postgiro/RPS | Postbank | Postbank    | Postbank | Postbank | Postbank | ING    | ING    | ING  | ING   |
| Finanzinstitut |                          |                          | Postcheque- en Girodienst | Postcheque- en Girodienst | Postgiro/RPS | Postbank | Postbank    | Postbank | Postbank | Postbank | ING    | ING    | ING  | ING   |